# Tul·lus
Tul·lus (llatí: Tullus [túllʊs]) és un praenomen romà utilitzat durant la Monarquia i esdevengut molt poc freqüent durant la República, fins al punt que cap al segle i aC ja es considerava arcaic. No fou mai particularment comú, però donà nom a la gens Túl·lia i també al cognomen Tul·lus. La forma femenina era Túl·lia. No se solia abreujar, però ocasionalment adoptava l'abreviatura Tul..
El personatge principal que portà aquest nom fou Tul·lus Hostili, tercer rei de Roma. Altres personatges que portaren aquest nom foren Tul·lus Cleli i tal vegada Ati Tul·lus o Tul·lus Ati. En qualsevol cas, Varró ja considerava que a la seva època el prenom era obsolet.
Es tracta d'un prenom d'origen llatí però probablement també usat en altres llengües sabèl·liques, a jutjar pel cas de Tul·lus Ati, líder dels volscs. De tota manera, en personatges de la història més antiga de Roma no resta clar si Tul·lus és el praenomen o bé un cognomen, car els mateixos historiadors romans sovint n'inverteixen l'ordre. Pel que fa al significat, hom l'ha volgut relacionar amb l'arrel tul- 'resistir', que també és a l'origen de la forma verbal tuli, tema de perfet del verb fero 'portar', 'resistir'.